# Amarula

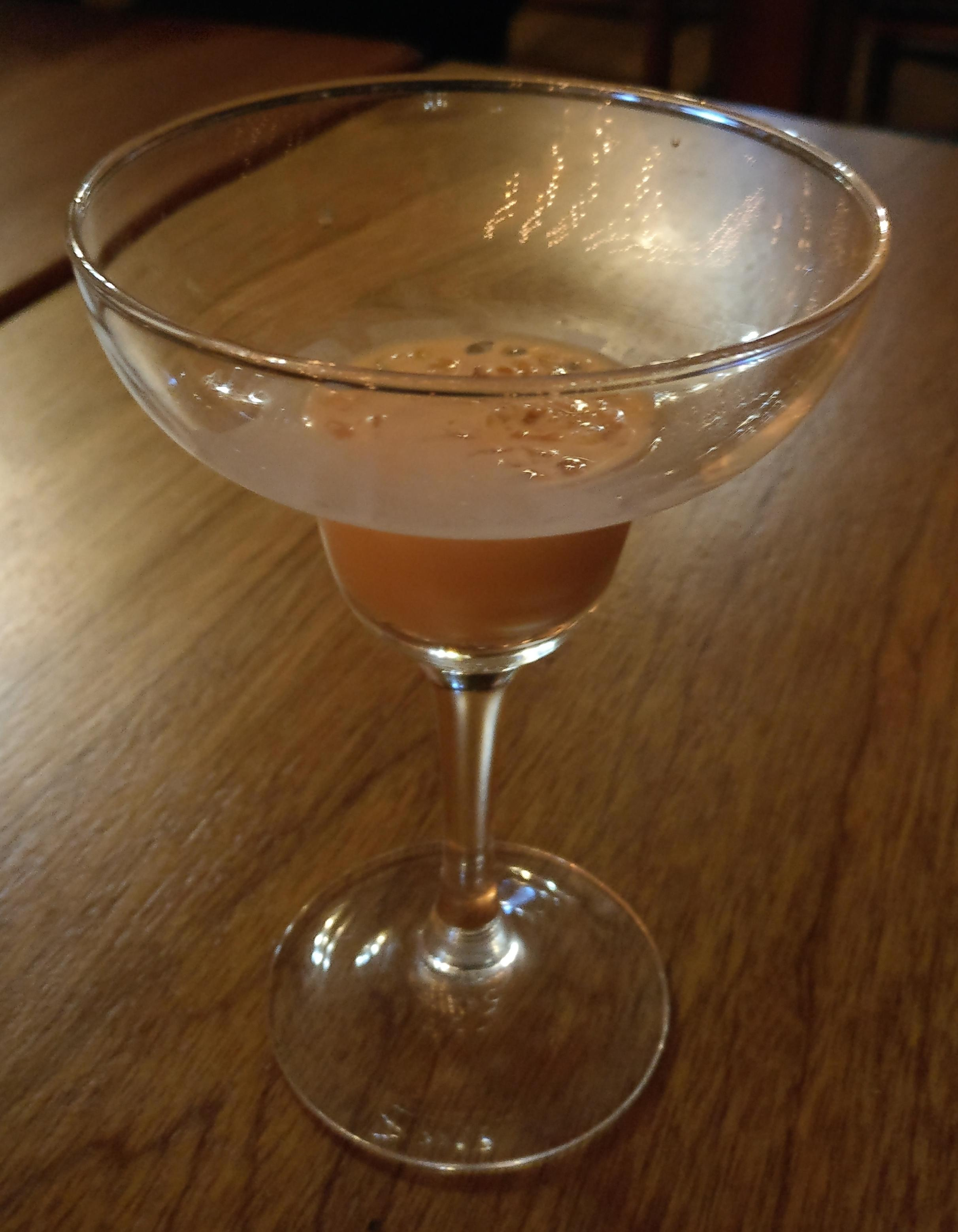
Sklenička amaruly

Amarula je smetanový likér původem z Jižní Afriky. Je vyroben z cukru, smetany a z ovoce afrického stromu marola (Sclerocarya birrea), který je místními nazýván také jako Elephant tree nebo Marriage Tree. Obsah alkoholu je 17 %. Amarula se poprvé objevila na trhu společností Southern Liqueur Company of South Africa v září 1989.